# Lukunić Draga
Lukunić Draga is een plaats in de gemeente Ozalj in de Kroatische provincie Karlovac. De plaats telt 34 inwoners (2001).